# Live Shit: Binge & Purge
| Оценки критиков                  | Оценки критиков |
| Источник                         | Оценка          |
| -------------------------------- | --------------- |
| AllMusic                         | [ 1 ]           |
| Collector's Guide to Heavy Metal | 8/10            |
| Entertainment Weekly             | B               |
| The Rolling Stone Album Guide    | [ 4 ]           |

Live Shit: Binge & Purge (с англ. — «Концертное дерьмо: пьянки и гулянки») — первый концертный альбом американской группы Metallica, был выпущен в формате бокс-сета 23 ноября 1993 года. Первый тираж альбома содержал три компакт-диска или плёночных кассеты, с песнями из концерта в Мехико (турне Nowhere Else to Roam), а также три VHS-кассеты и чёрную футболку, в то время как новая версия содержит два DVD-диска с концертами в Сан-Диего (турне Wherever We May Roam Tour) и Сиэтле (турне Damaged Justice Tour).
Первоначально бокс-сет был выпущен в картонной коробке, оформленной в стиле типичного гастрольного бокса группы. Помимо аудио- и видеоматериалов, бокс-сет содержал дополнительные бонусы: буклет с фотографиями, гастрольную корреспонденцию, отправленную и полученную группой и их менеджерами, и рукописные заметки; копию пропуска в «Snakepit»; картонный трафарет для с логотипом «Scary Guy» (изображён на обложке) и чёрную футболку с надписью «Metalli’Fukin’ca». Live Shit: Binge & Purge стал 15 раз платиновым в США.

## Список композиций

### Компакт-диск
Записан на Palacio de los Deportes, Мехико, Мексика: 25, 26, 27 февраля, и 1, 2 марта 1993 года.
| №                   | Название | Автор(ы) | Длительность |
| ------------------- | --- | --- | ------------ |
| 1.                  | «The Ecstasy of Gold/Enter Sandman»                                                                                            | Джеймс Хетфилд, Ларс Ульрих, Кирк Хэмметт | 7:28         |
| 2.                  | «Creeping Death» | Хетфилд, Ульрих, Клифф Бёртон, Хэмметт | 7:28         |
| 3.                  | «Harvester of Sorrow» | Хетфилд, Ульрих | 7:19         |
| 4.                  | «Welcome Home (Sanitarium)» | Хетфилд, Ульрих, Хэмметт | 6:39         |
| 5.                  | «Sad But True» | Хетфилд, Ульрих | 6:07         |
| 6.                  | «Of Wolf and Man» | Хетфилд, Ульрих, Хэмметт | 6:22         |
| 7.                  | «The Unforgiven» | Хетфилд, Ульрих, Хэмметт | 6:48         |
| 8.                  | «Justice Medley» - «Eye of the Beholder» - «Blackened» - «The Frayed Ends of Sanity» - «...And Justice for All» - «Blackened»» | - Хетфилд, Ульрих, Хэмметт - Хетфилд, Ульрих, Джейсон Ньюстед - Хетфилд, Ульрих, Хэмметт - Хетфилд, Ульрих, Хэмметт - Хетфилд, Ульрих, Ньюстед | 9:38         |
| 9.                  | «Соло (бас/гитара)» | Хэмметт, Ньюстед | 18:49        |
| Общая длительность: | Общая длительность: | Общая длительность: | 76:34        |

| №                   | Название                  | Автор(ы)                         | Длительность |
| ------------------- | ------------------------- | -------------------------------- | ------------ |
| 1.                  | «Through the Never»       | Хетфилд, Ульрих, Хэмметт         | 3:47         |
| 2.                  | «For Whom the Bell Tolls» | Хетфилд, Ульрих, Бёртон          | 5:48         |
| 3.                  | «Fade to Black»           | Хетфилд, Ульрих, Бёртон, Хэмметт | 7:12         |
| 4.                  | «Master of Puppets»       | Хетфилд, Ульрих, Бёртон, Хэмметт | 4:35         |
| 5.                  | «Seek & Destroy»          | Хетфилд, Ульрих                  | 18:08        |
| 6.                  | «Whiplash»                | Хетфилд, Ульрих                  | 5:34         |
| Общая длительность: | Общая длительность:       | Общая длительность:              | 45:04        |

| №                   | Название                                                           | Автор(ы)                                               | Длительность |
| ------------------- | ------------------------------------------------------------------ | ------------------------------------------------------ | ------------ |
| 1.                  | «Nothing Else Matters»                                             | Хетфилд, Ульрих                                        | 6:22         |
| 2.                  | «Wherever I May Roam»                                              | Хетфилд, Ульрих                                        | 6:33         |
| 3.                  | «Am I Evil?» (Песня группы Diamond Head)                           | Шон Харрис, Брайан Татлер                              | 5:42         |
| 4.                  | «Last Caress» (Песня группы The Misfits)                           | Гленн Данциг                                           | 1:25         |
| 5.                  | «One»                                                              | Хетфилд, Ульрих                                        | 10:27        |
| 6.                  | «So What?/Battery» («So What?» — песня группы Anti-Nowhere League) | Ник Калмер, Крис Эксэйл, Клайв Блэйк / Хетфилд, Ульрих | 10:05        |
| 7.                  | «The Four Horsemen»                                                | Хетфилд, Ульрих, Дэйв Мастейн                          | 6:08         |
| 8.                  | «Motorbreath»                                                      | Хетфилд                                                | 3:14         |
| 9.                  | «Stone Cold Crazy» (Песня группы Queen)                            | Фрэдди Меркьюри, Брайан Мэй, Роджер Тейлор, Джон Дикон | 5:32         |
| Общая длительность: | Общая длительность:                                                | Общая длительность:                                    | 55:28        |

### VHS/DVD

#### Сан-Диего
Записан на San Diego Sports Arena, Сан-Диего, штат Калифорния: 13 и 14 января 1992 года.

##### Первый VHS/Первый DVD
| №   | Название                                                                                                   | Длительность |
| --- | --- | ------------ |
| 1.  | «20 Min. MetalliMovie»                                                                                     | 19:56        |
| 2.  | «The Ecstasy of Gold/Enter Sandman»                                                                        | 7:23         |
| 3.  | «Creeping Death»                                                                                           | 7:45         |
| 4.  | «Harvester of Sorrow»                                                                                      | 6:55         |
| 5.  | «Welcome Home (Sanitarium)»                                                                                | 6:59         |
| 6.  | «Sad But True»                                                                                             | 6:35         |
| 7.  | «Wherever I May Roam»                                                                                      | 6:57         |
| 8.  | «Bass solo»                                                                                                | 10:48        |
| 9.  | «Through the Never»                                                                                        | 4:29         |
| 10. | «The Unforgiven»                                                                                           | 7:54         |
| 11. | «Justice Medley» («Eye of the Beholder»/«Blackened»/«The Frayed Ends of Sanity»/«...And Justice for All»)» | 10:16        |
| 12. | «Соло Ларса Ульриха и драм-баттл (против Джеймса Хэтфилда)»                                                | 9:43         |
| 13. | «Соло Кирка Хэммета»                                                                                       | 8:49         |

##### Второй VHS/Первый DVD
| №   | Название                  | Длительность |
| --- | ------------------------- | ------------ |
| 14. | «The Four Horsemen»       | 5:30         |
| 15. | «For Whom the Bell Tolls» | 5:50         |
| 16. | «Fade to Black»           | 7:19         |
| 17. | «Whiplash»                | 7:41         |
| 18. | «Master of Puppets»       | 5:28         |
| 19. | «Seek & Destroy»          | 15:44        |
| 20. | «One»                     | 9:46         |
| 21. | «Last Caress»             | 3:54         |
| 22. | «Am I Evil?»              | 2:55         |
| 23. | «Battery»                 | 7:27         |
| 24. | «Stone Cold Crazy/Титры»  | 13:06        |

#### Сиэтл
Записан на Seattle Coliseum, Сиэтл, штат Вашингтон: 29 и 30 августа 1989 года.

##### Третий VHS/Второй DVD
| №   | Название                        | Длительность |
| --- | ------------------------------- | ------------ |
| 1.  | «The Ecstasy of Gold/Blackened» | 11:43        |
| 2.  | «For Whom the Bell Tolls»       | 5:30         |
| 3.  | «Welcome Home (Sanitarium)»     | 6:27         |
| 4.  | «Harvester of Sorrow»           | 6:28         |
| 5.  | «The Four Horsemen»             | 5:35         |
| 6.  | «The Thing That Should Not Be»  | 7:14         |
| 7.  | «Соло Ньюстеда»                 | 7:46         |
| 8.  | «Master of Puppets»             | 8:46         |
| 9.  | «Fade to Black»                 | 8:10         |
| 10. | «Seek & Destroy»                | 8:05         |
| 11. | «...And Justice for All»        | 13:33        |
| 12. | «One»                           | 7:48         |
| 13. | «Creeping Death»                | 7:48         |
| 14. | «Соло Хэмметта»                 | 6:34         |
| 15. | «Battery»                       | 9:11         |
| 16. | «Last Caress»                   | 1:54         |
| 17. | «Am I Evil?»                    | 4:06         |
| 18. | «Whiplash»                      | 5:37         |
| 19. | «Breadfan/Титры»                | 8:20         |

## Хит-парады
| Год  | Чарт          | Высшая позиция |
| ---- | ------------- | -------------- |
| 1993 | Billboard 200 | 26             |